# ヴォーリズ記念病院
ヴォーリズ記念病院（ヴォーリズきねんびょういん）は、滋賀県近江八幡市にある病院であり、事業主体は公益財団法人近江兄弟社。建築家ウィリアム・メレル・ヴォーリズを創立者とする。緩和ケア病床（16床）がある。溝渕雅幸監督のドキュメンタリ映画『いのちがいちばん輝く日　あるホスピス病棟の40日』(2013年)でこの病院のホスピス「希望館」が取り上げられた。

## 略歴
- 1918年3月 近江基督教慈善教化財団（現 財団法人近江兄弟社） 開設
- 1918年5月 近江療養院（現 ヴォーリズ記念病院） 開院
- 1937年4月 礼拝堂 竣工
- 1946年7月 「近江サナトリアム」と改称
- 1971年5月 「ヴォーリズ記念病院」と改称

## 診療科
- 内科
- 外科
- 消化器科
- 循環器科
- 呼吸器科
- 呼吸器外科
- 神経内科
- 整形外科
- リハビリテーション科
- 麻酔科
- 緩和ケア
- 糖尿病

## 医療機関の指定等
- 保険医療機関
- 労災保険指定医療機関
- 指定自立支援医療機関（更生医療）
- 身体障害者福祉法指定医の配置されている医療機関
- 生活保護法指定医療機関
- 結核指定医療機関
- 原子爆弾被害者一般疾病医療取扱医療機関

## 施設
- 本館
- 新館
- 別館
- 希望館（ホスピス）
- ヴォーリズ老健センター
- ケアハウス信愛館
- 礼拝堂
- 五葉館 - 大正7年（1918年）建築
- ツッカーハウス（旧本館） - 大正7年（1918年）建築

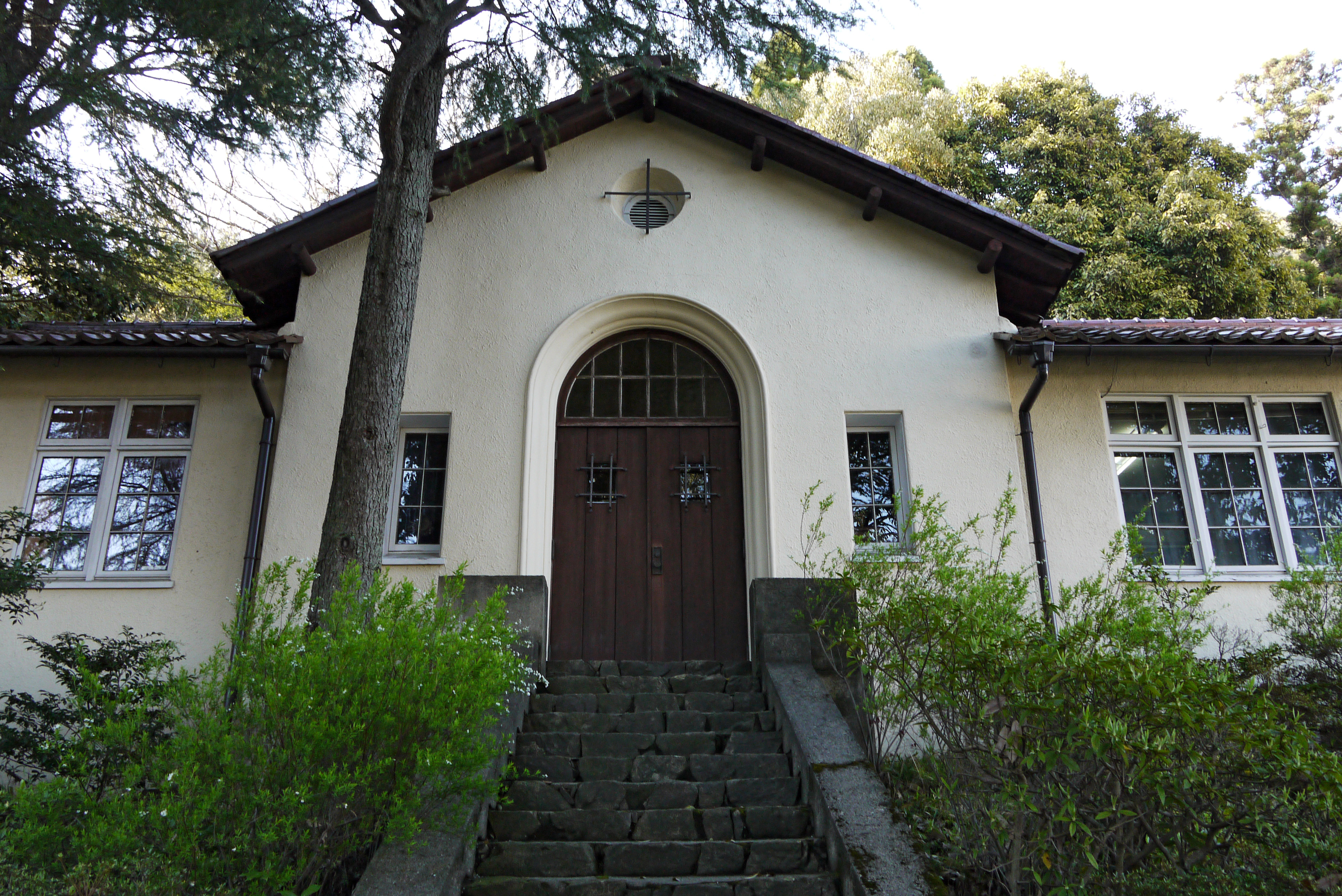
礼拝堂
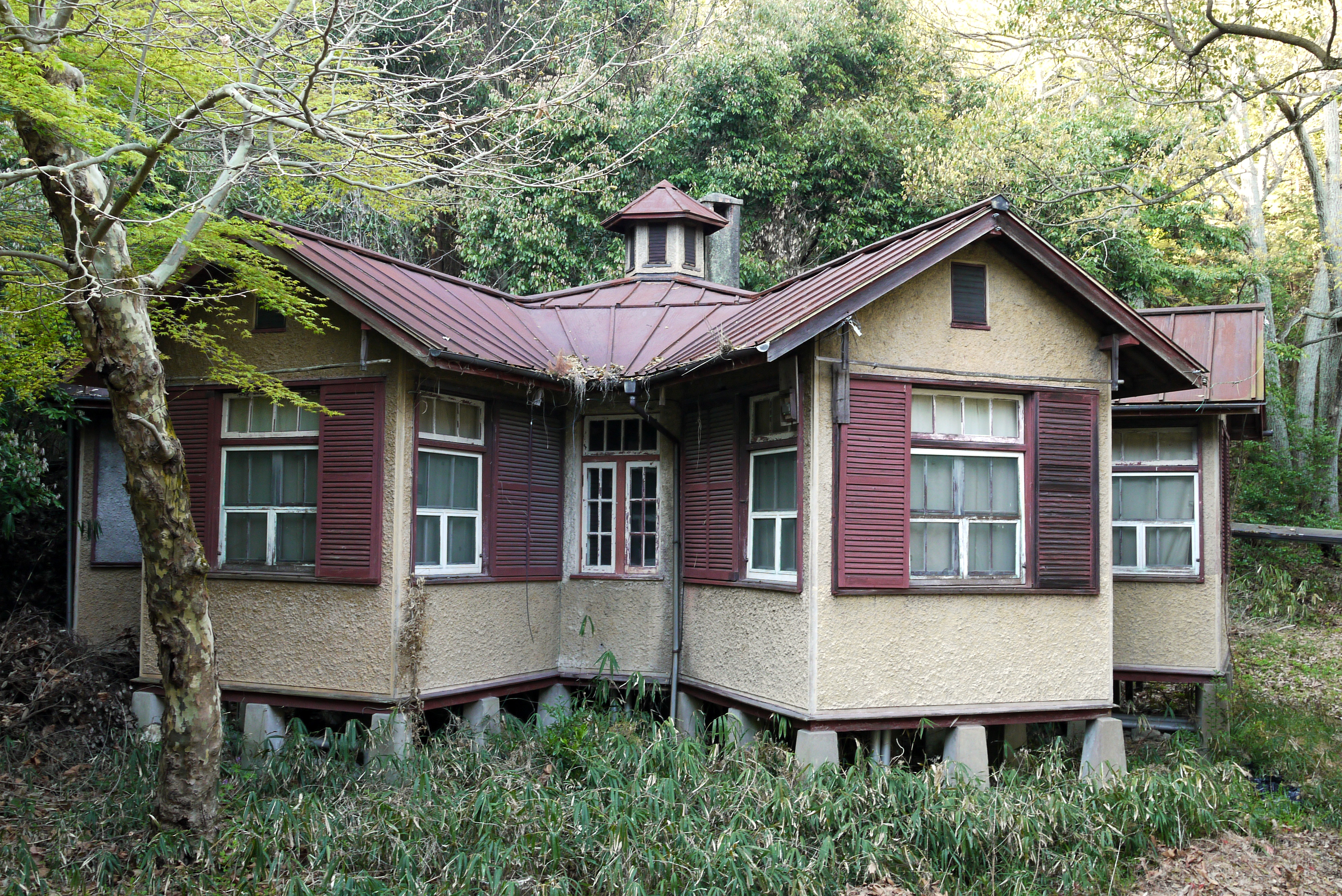
五葉館
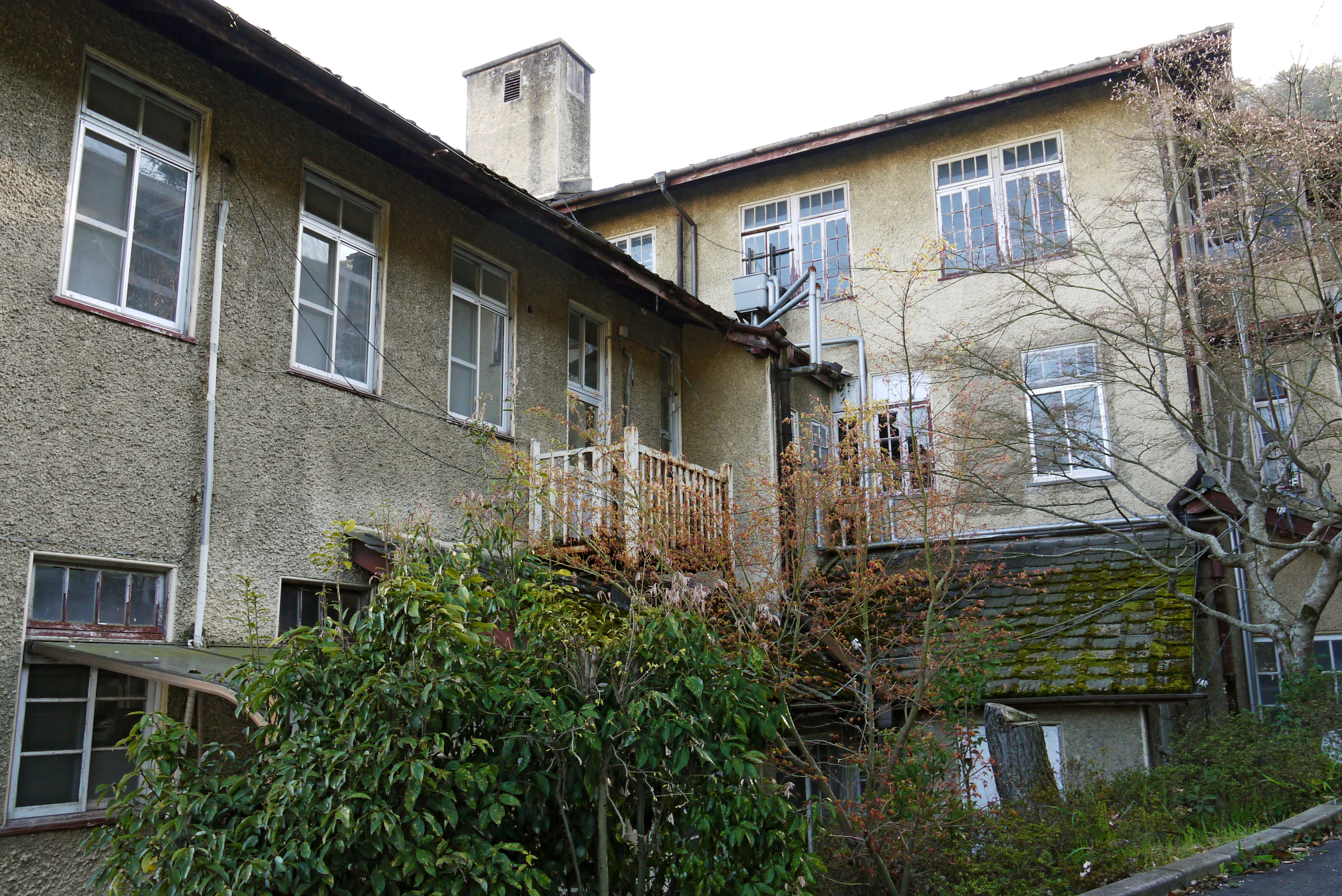
ツッカーハウス

## 交通アクセス
- JR東海道本線（琵琶湖線）および近江鉄道八日市線（万葉あかね線）近江八幡駅より近江鉄道バス「長命寺」方面行きで約10分、「ヴォーリズ記念病院前」下車。
- 病院外来診療日に無料送迎バスあり。